# Ольховый, Борис Семёнович
Борис Семёнович Ольховый (1898—1937) — советский партийный функционер, журналист, литературный критик.

## Биография
Родился в селе Бобрик Стародубского уезда Черниговской губернии (ныне Погарский район Брянской области). В 1917 меньшевик, с 1918 член РКП(б). Участник красного партизанского отряда. В 1918—1919 работал в отделах народного образования на Украине, с 1920 на партийной работе, в основном в отделах агитации и пропаганды. В 1926 редактор журнала «Забой».
С марта 1928 по январь 1930 зав. сектором агитации и заместитель заведующего Отделом агитации, пропаганды и печати ЦК ВКП(б). Автор нескольких книг для системы политпросвещения, в том числе «Азбуки ленинизма», неоднократно переизданной в 1929—1932 годах. Член редколлегии газеты «Комсомольская правда» (октябрь 1929—март 1930). Делегат XVII съезда ВКП(б).
С 1929 печатается как литературный критик. Сторонник Литфронта. С октября 1929 по октябрь 1930 главный редактор журнала «Молодая гвардия». С марта по август 1930 был ответственным редактором «Литературной газеты». Один из организаторов кампании против Пильняка и Замятина в 1929 году.
С октября 1930 по январь 1933 был главным редактором газеты «Поволжская правда» (Саратов, Сталинград). С января 1933 по май 1934 секретарь райкома в городе Нижний Чир. С июня 1934 по январь 1937 был заведующим отделом культуры и пропаганды Крымского обкома, в 1935—1936 также ответственный редактор журнала «Литература и искусство Крыма».  Являлся автором идеи создания «Крымской советской энциклопедии», которая так и не был реализована из-за начала сталинских репрессий.
27 января 1937 года Ольховый исключён из партии, затем арестован и расстрелян по сталинским спискам. В 1957 году реабилитирован.

## Сочинения

### Агитпроп
- Против искажений ленинизма. Артёмовск, 1925
- Диктатура промышленности или индустриализация страны. Харьков, 1926
- Есть ли эксплуатация труда в наших госпредприятиях? Харьков, 1926
- Корни оппозиции и опасности перерождения. Харьков, 1927
- Азбука ленинизма (учебник для деревенских партшкол и самообразования). Госиздат, 1929, 5-е изд. 1931 (общий тираж более 1000000 экз.)
- 13 лет Октября. Госиздат, 1930, 2-е изд. 1930 (общий тираж 400000 экз.)
- Партия и рабочий класс в системе диктатуры пролетариата. Госиздат, 1930
- Политграмота. Вып. 1. М., 1931
- Нижний Чир и Котельниково через год после решения ЦК ВКП(б). Сталинград, 1934

### Литературная критика
- На злобу дня (литературно-критические статьи). ЗиФ, 1930. 192 с.

### Редактор
- Лев Толстой. 1828—1928. Сборник статей к 100-летию со дня рождения. М., 1928
- Пути кино. Первое всесоюзное партийное совещание по кинематографии. М., 1929